# ČSD-Baureihe U 45.9

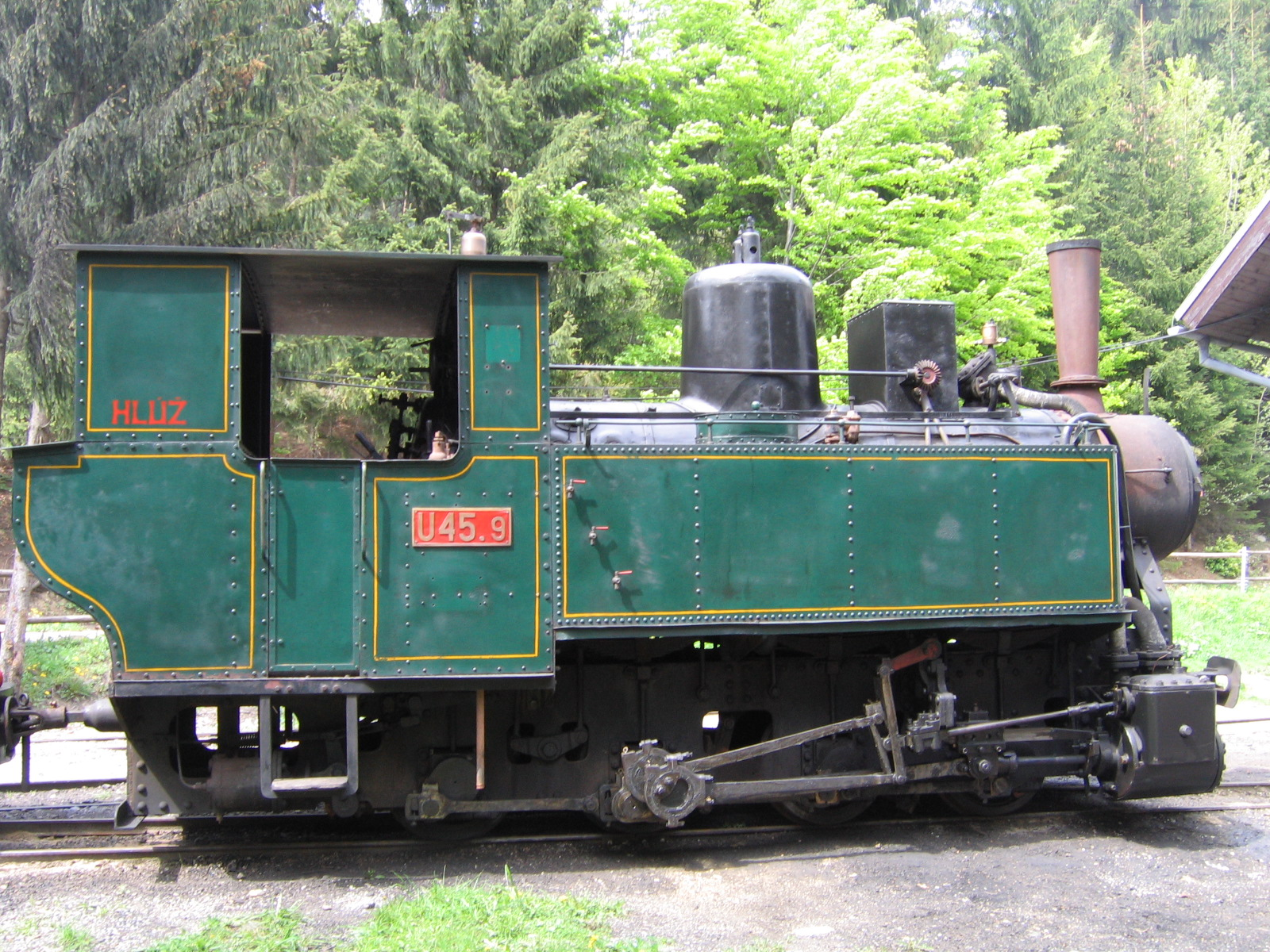
U 45.9

In die Baureihe U 45.9 der Tschechoslowakischen Staatsbahnen (ČSD) waren schmalspurige Tenderlokomotiven für Bosnische Spur (760 mm) eingeordnet, die im Eigentum verschiedener Waldbahnen in der Slowakei und in Karpatenrussland standen. Es handelte sich dabei um vierfachgekuppelte Nassdampflokomotiven mit Außenrahmen.
- U 45.901–903, Waldeisenbahn Orava, Hersteller: MÁVAG, Budapest
- U 45.904–905, Waldeisenbahn Orava, Hersteller: Orenstein & Koppel, Berlin
- U 45.905–906, Waldbahn Tereswatal, Hersteller: Adamov
- U 45.907–910, Waldbahn Tereswatal, Hersteller: ČKD Praha